# Miša Čolović
Milan Miša Čolović (Kragujevac, 16. avgust 1944) srpski akademski slikar.
Akademiju je završio u Beogradu 1969. godine u klasi profesora Zorana Petrovića. Boravio je dve godine u Stokholmu kao stipendista Kraljevske akademije. Sledeće dve godine provodi u Londonu, potom prelazi da živi i radi u Toronto. Preselio se u Pariz 1985. godine a od 1998. živi na relaciji Beograd–Pariz.
Do sada je imao više od trideset samostalnih izložbi.

## Samostalne izložbe
- 1968. Beograd, Galerija Doma omladine
- 1968. Pariz, Muzee de l'art modern
- 1969. Stokholm, Galerija Kraljevske akademije
- 1969. Malme, Galerija Oxiebanken
- 1971. London, Buckingham galerija
- 1971. Beograd, Galerija Doma omladine
- 1973. Toronto, La Gimaise galerija
- 1973. Toronto, Galerija Evans
- 1975. Toronto, Galerija Scollard
- 1975. Montreal, galerija de L'Espirit
- 1977. Beograd, Galerija Doma omladine
- 1977. Toronto, Galerija Scollard
- 1979. London, Woodstock galerija
- 1980. Toronto, Nancy Poole's studio
- 1981. Toronto, Nancy Poole's studio
- 1982. Njujork, Alternate Space at the Westbroadway galerija
- 1983. London, Woodstok galerija
- 1990. Pariz, Galerija Vandome
- 1990. Pariz, Grand Palai - Salon D'atomne
- 1991. Pariz, Galerija Vandome
- 1996. Pariz, Galerija Maig davaud
- 1999. Grocka, Galerija 11
- 2003. Njujork, Galerija Marlborought
- 2004. Beograd, Centar za kulturnu dekontaminaciju
- 2009. Grocka, Galerija 11
- 2011. Beograd, Francuski institut u Srbiji
- 2012. Grocka, Centar za kulturu

## Grupne izložbe
- 1968. Pariz, Salon mladih
- 1974. Montreal, Malborough-Godard galerija
- 1975. Toronto, Aviva Art Show
- 1975. Otava, Wallack galerija
- 1976. Toronto, Aviva Art Show
- 1976. Toronto, Galerija Scollard
- 1977. Toronto, Galerija Scollard
- 1979. Toronto, Factory 77
- 1980. Toronto, Factory 77
- 1980. Toronto, Nancy Poole's studio
- 1984. Beograd, Paviljon Cvijeta Zuzorić
- 1989. Beograd, Narodni muzej
- 1990. Pariz, Grand Palais - Salon d'Automne
- 1990. Toronto, Nancy Poole Studio
- 2003. Njujork, Marlborough Gallery

## Spoljašnje veze
- Zvanična biografija